# Кашая (язык)
Кашая (также кашайя и юго-западный помо) — язык индейского народа кашая, проживающего на северо-западе штата Калифорния, США. Язык находится на грани исчезновения (critically endangered), в 2021 году имел всего 12 носителей. Название kʼahšá·ya возникло из сращения двух индейских слов kʼahšá — 'проворный, ловкий' и ya — 'народ, люди', то есть дословно самоназвание переводится как "проворный народ".
Тексты на языке кашая были опубликованы в 1964 г. Робертом Л. Освальтом.

## Генеалогическая информация
Кашая является языком Северной Америки, входит в семью помоанских языков. Всего в этой семье 7 языков, 4 из которых вымерли, а остальные  находятся на грани исчезновения. Языки имеют между собой очень большие различия — они похоже друг на друга меньше, чем германские языки в своей группе. Есть гипотеза, выдвинутая Роландом Б. Диксоном и Альфредом Л. Крёбером, что помоанские и ещё несколько небольших семей языков объединяются в группу хоканских языков.

## Ареальная информация
На кашая говорят в юго-западной части в северо-западе части Калифорнии, США, конкретно этот язык использует группа индейцев помо Кашая из ранчерии Стюартс-Пойнт (Stewarts Point Rancheria). Раньше индейцы этой группы, то есть носители этого языка, жили на больших территориях, протянувшихся вдоль побережья Сомона, поэтому их речь имела чуть больше отличий. Сейчас же можно говорить о стандартном кашая, так как все носители живут в одной резервации.

## Социолингвистическая информация
На 2021 год количество носителей составляло 12 человек en:Kashaya language. Все носители проживают на ограниченной территории в резервации для индейцев помо кашая.
Язык используется малым количеством индейцев, проживающих на ограниченной территории резервации, поэтому находит применение преимущественно в быту. В ранчерии есть начальная школа с изучением кашая, а также присутствуют другие попытки обучения этому языку, например, Юджином Бакли создан образовательный ресурс со ссылками на разные обучающие материалы. Литературы на языке нет.

## Фонология
Алфавит кашая: a, a:, b, č, čʼ, čh, d, e, e:, h, i, i:, j, k, kʼ, kh, l, lʼ, lh, m, mʼ, mh, n, nʼ, nh, o, o:, p, pʼ, ph, q, qʼ, qh, (r), (rʼ), (rh), s, sʼ, š, t, tʼ, th, ṭ, ṭʼ, ṭh, u, u:, w, wʼ, wh, y, yʼ, yh, ʔ.
Согласные /f, r/ используются только в заимствованных словах. В связи с влиянием английского языка, в результате займа из испанского и русского языков в языке кашая появилось произношение /r/, как в американском английском языке. Голосовые смычки /b, d/ были реализованы из звуков /m', n'/) в первом слоге.

## Типологическая характеристика
```
Тип (степень свободы) выражения грамматических значений
```

Язык кашая можно считать синтетическим, так как большинство грамматических значений выражается с помощью аффиксов: суффиксов и некоторых глагольных приставок. Так как может присоединяться большое количество аффиксов, то язык можно отнести к полисинтетическим.
| (1) |        |                 |              |    |              |   |
|     | "heʔén | sʼiti           | ʔše·         | ˇ" | nihciʔ       | ˆ |
|     | heʔén  | sʼi-ti          | ʔ-še-e·      | ˇ  | nihcicʼ-ʔ    | ˆ |
|     | как    | делать-INT.comp | ASR-SPEC-NFV | R  | говорить-ABS | F |

'"Мне интересно, что мы будем делать", — сказали они'
```
Характер границы между морфемами
```

В языке кашая наблюдается преимущественно флексия (фузия, кумуляция), так как на стыке морфем при словообразовании возникают чередования и изменения, а одна морфема может нести несколько грамматических значений. 
| (2) |       |                      |                 |           |   |
|     | ʔahca | qáwiwal              | cadé·           | ʔa        | ˆ |
|     | ʔahca | qawi·-wa-el          | cad-a-e·        | ʔa        | ˆ |
|     | дом   | строить-FACT-REL.obj | видеть-FACT-NFV | 1.Sg.Subj | F |

'Я вижу дом, который он строит'
```
Локус маркирования
```

1. Посессивная именная группа
Существительные имеют очень бедную морфологию в языке кашая. Посессивность в именной группе никак не отображается с помощью аффиксов: 
| (3) |           |           |       |                                              |          |   |
|     | kʰe       | náṭa qawi | šiʔba | šatʼa·dúcʰwiye·                              | to       | ˆ |
|     | ʔkʰe      | náṭa qawi | šiʔba | šaʔtʼa-aduc-wi-y-e·                          | to       | ˆ |
|     | 1.Sg Poss | ребёнок   | тело  | чувствовать движение вдоль далеко-1O-VIS-NFV | 1.Sg.Obj | F |

'Это напоминает мне ощущение моей кожи ребёнка'
Наиболее развитую морфологию среди существительных имеют термины родства. Посессивность отображается на словах, обозначающих родственников (и kad — "друг"), когда обладатель выражен местоимением. Посессивность обозначается с помощью приставок в официальном регистре и с помощью редупликации (удвоения основы) в неофициальном. В официальном регистре иногда вместе с приставками используются и суффиксы.
Официальный:
| (4) ʔa· — посессивная приставка 1 лица: |             |
|                                         | ʔa·-penʔ    |
|                                         | 1.Poss-папа |
|                                         | 'мой папа'  |

| (5) mi — посессивная приставка 2 лица: |                           |
|                                        | mi-de·ki-l                |
|                                        | 2.Poss-старшая сестра-OBJ |
|                                        | 'твою старшую сестру'     |

| (6) miya· — посессивная приставка 3 лица: |                           |
|                                           | miyá·-diki-l              |
|                                           | 3.Poss-старшая сестра-OBJ |
|                                           | 'его старшую сестру'      |

| (7) ma — посессивная приставка возвратных: |                            |
|                                            | ma-de·ki-l                 |
|                                            | 3r.Poss-старшая сестра-OBJ |
|                                            | '[он] свою старшую сестру' |

Неофициальный:
| (8) |                          |
|     | tu·tunʔ                  |
|     | 1.Poss.Infrml мамин брат |
|     | 'брат мамы'              |

| (9) |                           |
|     | ka·kanʔ                   |
|     | 1.Poss.Infrml мамина мама |
|     | 'мама мамы (бабушка)'     |

2. Предикация
Самым важным аспектом в предикации является противопоставление агенса и пациенса (субъекта и объекта) в конструкции с двухвалентными глаголами. Обозначать эти падежи будем как subjective и objective соответственно. Для разных частей речи и классов внутри отдельных из них это осуществляется разными способами.
Если валентности глаголов занимают существительные, то маркирование зависимостное. В таком случае бывает четыре варианта, к чему присоединяются маркеры.
1) Присоединение финалей -m (subjective) и -l (objective) к энклитикам существительных, которые служат определёнными артиклями (ʔe):
| (10) |         |       |         |       |            |   |
|      | ʔacacʼ  | em    | ʔima·ta | ʔél   | cadu       | ˆ |
|      | ʔaca·c  | =ʔe-m | ʔima·ta | =ʔe-l | cad-u      | ˆ |
|      | мужчина | =SUBJ | женщина | =OBJ  | видеть-ABS | F |

'Мужчина (subjective) видит женщину (objective)'
2) Использование соответствующих форм указательных местоимений, относящихся к существительным (не маркирован subjective и маркирован с помощью финали -l objective):
| (11) |         |        |            |               |     |         |   |
|      | mulʼ    | hayu   | cadú       | ʔyowe·        | mu  | ʔacaʔ   | ˆ |
|      | mul     | hayu   | cad-u      | =ʔyow-e·      | mu  | ʔacaʔ   | ˆ |
|      | тот, те | собака | видеть-ABS | =PST.PERF-NFV | тот | мужчина | F |

'Тот мужчина (subjective) видит ту собаку (objective)'
3) Присоединение финалей -m (subjective) и -l (objective) к самим существительным, если при них нет артикля или указательного местоимения:
| (12) |         |          |                 |                |      |                      |   |
|      | ʔacacʼ  | em       | mapʰa·kil       | cár            | ʔel  | mohqahqaw            | ˆ |
|      | ʔaca·c  | ʔ-em     | ma-pʰa·ki-l     | car            | =ʔel | mo·q-qa-hqa-w        | ˆ |
|      | мужчина | ASR-SUBJ | 3r.Poss-son-OBJ | англ. заимств. | =OBJ | водить-CAUS-CAUS-ABS | F |

‘Мужчина (subjective) позволил своему сыну (objective) водить машину’
4) К прилагательным/причастиям, относящимся к этим существительным:
| (13) |       |                      |                 |           |   |
|      | ʔahca | qáwiwal              | cadé·           | ʔa        | ˆ |
|      | ʔahca | qawi·-wa-el          | cad-a-e·        | ʔa        | ˆ |
|      | дом   | строить-FACT-REL.obj | видеть-FACT-NFV | 1.Sg.Subj | F |

'Я вижу дом, который он строит'
Исключение составляет группа имён собственных: в них subjective не маркирован, а objective выражается с помощью финали -to (в том числе и в заимствованиях). Этот класс существительных так же имеет форму вокатива.
(14) Elizabeth — Elizabethto
Если же валентности глагола занимают местоимения, то они тоже маркируются по падежам subjective и objective, но имеют куда более сложную парадигму, представленную в таблице.
|            |            | ед. ч.     | ед. ч.          | мн. ч.                        | мн. ч.                        |
| subjective | objective  | subjective | objective       |                               |                               |
| ---------- | ---------- | ---------- | --------------- | ----------------------------- | ----------------------------- |
| 1-е лицо   | 1-е лицо   | ʔa·        | to·             | ya                            | yal                           |
| 2-е лицо   | 2-е лицо   | ma         | mito            | maya                          | mayal                         |
| 3-е лицо   | мужской    | mu·kinʼ    | mu·kito, mu·bal | ma·cac                        | ma·cal                        |
| 3-е лицо   | женский    | manʼ       | ma·dal          | ma·cac                        | ma·cal                        |
| Возвратное | Возвратное | ti·        | tito            | То же, что и в столбце ед. ч. | То же, что и в столбце ед. ч. |

| (15) |           |           |            |   |
|      | ʔa        | mu·kitó   | cadu       | ˆ |
|      | ʔa        | mu·kito   | cad-u      | ˆ |
|      | 1.Sg.Subj | 3m.Sg.Obj | видеть-ABS | F |

‘Я его видел’
При одновалентных глаголах на существительных иногда нет отдельного обозначения для subjective/objective, хотя присутствует разделение на активного и пассивного деятеля, что тоже обозначается.
| (16) |         |      |                  |   |
|      | buṭaqá  | yaʔ  | mo·du            | ˆ |
|      | buṭaqa  | =yac | mo·d-u           | ˆ |
|      | медведь | =AGT | бежать вдоль-ABS | F |

'Медведь бежит'
Тогда как использование subjective и objective форм местоимений сохраняется всегда и при одноместных глаголах.
| (17) |            |       |        |                   |   |
|      | manʔ       | ʔana· | šáhya  | mo·nʔ             | ˆ |
|      | ma·nʔ      | ʔanaw | šáhya  | mo·d-Ø            | ˆ |
|      | 3f.Sg.Subj | очень | быстро | бежать вдоль-FACT | F |
|      |            |       |        |                   |   |

'Она бежит быстро'
| (18) |                         |          |   |
|      | qahsilé·                | to       | ˆ |
|      | qahsil-Ø-e·             | to       | ˆ |
|      | быть замёрзшим-FACT-NFV | 1.Sg.Obj | F |

‘Я замёрз’
```
Тип ролевой кодировки
```

Для начала рассмотрим на примере местоимений, так как на них больше данных и проще примеры. И при переходных, и при непереходных глаголах различаются агенс и пациенс, это значит, что имеет место агентивно-пациентивный (активный) тип ролевой кодировки. Подтверждение этому находим в примерах (15), (17) и (18), включающих в себя местоимения во всех интересующих нас позициях.
В сфере существительных наблюдаем чуть более сложную схему, так как, как было сказано в предыдущем разделе, не все существительные при одноместных глаголах имеют показатель subjective или objective формы (см. предложение (16)). Однако и здесь преимущественно имеет место активная ролевая кодировка, что можно заметить, сравнив примеры (10)-(13) с примерами ниже:
| (19) |         |       |     |                      |
|      | buṭaqá  | ʔem   | ʔul | wa·dé·               |
|      | buṭaqa  | =ʔem  | ʔul | wa·d-e·              |
|      | медведь | =SUBJ | уже | кто-то идёт сюда-NFV |

‘Медведь уже приближается...’
| (20) |     |           |                                    |
|      | mul | cumátʰma· | baṭiwal                            |
|      | mul | cumatʰmaw | baṭi-wa-el                         |
|      | те  | стулья    | группа лежит на земле-FACT-REL.obj |

‘... те стулья лежат’
```
Базовый порядок слов
```

В языке кашая порядок слов в предложении (относительное расположение глагола и его зависимых) довольно свободен. Единственное ограничение состоит в том, что непосредственные составляющие синтаксической структуры предложения не могут разрывать друг друга (исключения составляют особые глагольные суффиксы).
Например, предложение из 4 слов, переводящееся как "я вижу ту собаку" и состоящие из слов 'ʔa' (я, subjective); 'mul' (тот, objective); 'hayu' (собака); 'cad-' (видеть), можно представить 24 способами, расположив слова в любом порядке. Интересно, что согласованные слова 'mul' и 'hayu' тоже позиционно-независимые (хотя в распространённых предложениях похожие элементы редко далеко друг от друга). 
Несмотря на свободу порядка слов, всё же присутствуют некоторые тенденции. Как можно было заметить по большинству примеров в этой статье, глагол чаще всего занимает последнюю позицию в предложении, а в придаточных он всегда в такой позиции. Однако среди молодого поколения есть тенденция к "англицированию" порядка слов в типичную для этого языка форму SVO.

## Языковые особенности
```
Фонология
```

Ударение в этом языке зависит от тяжести слогов, так как в нём есть фонематически различимые долгие и краткие гласные, а так же открытые и закрытые слоги. Система ударений довольно сложная, но интересен тот факт, что она очень редкая: язык кашая наряду с языком ларагия образуют маленькую группу так называемых "лево-ориентированных" языков, то есть ударение должно падать на один из первых трёх слогов.
```
Морфология
```

Существительные, как уже обозначалось выше в этой статье, имеют очень слабо развитую морфологию, однако термины родства, удивительным образом, имеют 4 падежа и более развитую морфологию. А глаголы обладают ещё большим количеством грамматических категорий и способов их выражения.
Например, есть набор из двадцати одного инструментального префикса, часть из которых присоединяется к любому корню, а часть — только к определённым. Ниже можно увидеть примеры с некоторыми из префиксов.
(21) ba — с помощью губ, рыла или клюва; с помощью речи/слуха:
banaw — хранить секрет, буквально "блокировать ртом"; koci·na qʰale báhcʰaw ˆ — свинья свалила куст рылом.
(22) da — с помощью рук, лап; волнами: dahwéhweʔ — пожимать руку; qʰamósʼ dahsama·qʰ ˆ — океанические волны накатывают.
(23) si — водой: sihcʰaw — свалить дождём/языком; siʔkʼuw — закончить плыть, пить, идти дождь.
```
Лексика
```

В языке кашая есть много заимствований из английского, испанского и, что не так очевидно, русского. Такое заимствование произошло, так как считается, что первый контакт индейцев кашая с белыми людьми произошёл в 1811 году, когда русские основали крепость Росс в округе Сонома. Русские нанимали индейцев для работы в форт, но не порабощали, что помогло языку сохраниться. Американцы начали заселение этой территории уже позднее, только в 1840 году. В следствие таких контактов в кашая насчитывается около 40 слов, заимствованных из русского, например:
(24) cá·ška — чашка
(25) pé·cʰka — печь
(26) pá·rus — парус
Интересно, что /r/ стала произноситься и в русских, и в испанских заимствованиях одинаково: так, как она произносится в английских заимствованиях.

## Список сокращений
1 — 1-е лицо
1O — объект 1-го лица
2 — 2-е лицо
3 — 3-е лицо
3r — 3 reflexive (3-е возвратное лицо)
ABS — absolutive (абсолютный глагол)
AGT — agent (агенс)
ASR — assertive (утвердительный)
CAUS — causative (каузатив)
comp — complementizer (комплементаризатор)
F — интонация конца предложения
f — femininum (женский род)
FACT — factual
Infrml — informal (неофициальный)
INT — intentive (намерительное наклонение)
m — masculinum (мужской род)
NFV — nonfinal verb (нефинитный глагол)
O — object (дополнение)
OBJ — objective (падеж объекта)
Poss — possessive (притяжательный)
PST.PERF — past perfect (предпрошедшее время)
R — responsive (ответная интонация)
REL — relative (относящийся к чему-то)
S — subject (подлежащее)
Sg — singular (единственное число)
SPEC — speculative (предположительное наклонение)
SUBJ — subjective (падеж субъекта)
V — verb (сказуемое)
VIS — visual (видимый)

## Список использованной литературы
1) Buckley, Eugene. 1994. Theoretical Aspects of Kashaya Phonology and Morphology. (Dissertations in linguistics.) Stanford: Center for the Study of Language and Information (CSLI) Publications.
2) Christopher Moseley, Atlas of the World’s Languages in Danger, Maps
Gamon, David Charles. 1997.
3) The Grammaticalization of Grammatical Relations: A typological and historical study involving Kashaya Pomo, Old English, and Modern English. Berkeley: University of California at Berkeley dissertation.
4) Oswalt, Robert L. 1960. A Kashaya grammar (Southwestern Pomo). [Berkeley, Calif.]: University of Berkeley dissertation.